# Слатине
Слатине (до 1991. Слатина) су насељено место у саставу града Сплита, на острву Чиову, Сплитско-далматинска жупанија, Република Хрватска.

## Историја
До територијалне рерганизације у Хрватској, налазиле су се у саставу старе општине Сплит.

## Становништво
На попису становништва 2011. године, Слатине су имале 1.106 становника.
| Број становника по пописима | Број становника по пописима | Број становника по пописима | Број становника по пописима | Број становника по пописима | Број становника по пописима | Број становника по пописима | Број становника по пописима | Број становника по пописима | Број становника по пописима | Број становника по пописима | Број становника по пописима | Број становника по пописима | Број становника по пописима | Број становника по пописима | Број становника по пописима |
| --------------------------- | --------------------------- | --------------------------- | --------------------------- | --------------------------- | --------------------------- | --------------------------- | --------------------------- | --------------------------- | --------------------------- | --------------------------- | --------------------------- | --------------------------- | --------------------------- | --------------------------- | --------------------------- |
| 1857.                       | 1869.                       | 1880.                       | 1890.                       | 1900.                       | 1910.                       | 1921.                       | 1931.                       | 1948.                       | 1953.                       | 1961.                       | 1971.                       | 1981.                       | 1991.                       | 2001.                       | 2011.                       |
| 271                         | 374                         | 385                         | 469                         | 602                         | 693                         | 709                         | 729                         | 774                         | 817                         | 911                         | 767                         | 645                         | 798                         | 995                         | 1.106                       |

Напомена: До 1948. исказивано је као самостално насеље под именом Слатине, а од 1953. до 1971. као део насеља Сплит. Од 1953. до 1991. исказивано је под именом Слатина. Од 1981. исказује се као самостално насеље, када је настало издвајањем дела насеља Сплит.

### Попис 1991.
На попису становништва 1991. године, насељено место Слатина је имало 798 становника, следећег националног састава:
| Попис 1991.‍  | Попис 1991.‍  | Попис 1991.‍ | Попис 1991.‍ | Попис 1991.‍ |
| ------------ | ------------ | ----------- | ----------- | ----------- |
|              |              |             |             |             |
| Хрвати       | Хрвати       |             | 732         | 91,72%      |
| Југословени  | Југословени  |             | 13          | 1,62%       |
| Албанци      | Албанци      |             | 5           | 0,62%       |
| Срби         | Срби         |             | 5           | 0,62%       |
| Муслимани    | Муслимани    |             | 3           | 0,37%       |
| Словенци     | Словенци     |             | 3           | 0,37%       |
| Мађари       | Мађари       |             | 2           | 0,25%       |
| Грци         | Грци         |             | 1           | 0,12%       |
| Немци        | Немци        |             | 1           | 0,12%       |
| остали       | остали       |             | 1           | 0,12%       |
| неопредељени | неопредељени |             | 6           | 0,75%       |
| непознато    | непознато    |             | 26          | 3,25%       |
| укупно: 798  |              |             |             |             |